# Stariki-razbojniki
Stariki-razbojniki (Старики-разбойники) è un film del 1971 diretto da Ėl'dar Aleksandrovič Rjazanov.

## Trama
Il film racconta di un anziano investigatore della procura, che i suoi dipendenti vogliono sostituire con un altro, a seguito del quale lui e il suo amico decidono di organizzare un'impressione con la quale dimostrerà che la procura ha bisogno di lui.